# Christopher Robin Milne
Christopher Robin Milne (født 21. august 1920, død 20. april 1996) var en engelsk skribent og boghandler, der var A. A. Milne's eneste barn. Som lille var han grundlaget for karakteren Jakob (Christopher Robin i den originale udgave), der optræder i hans fars Peter Plys-historier. Derudover var de øvrige karakterer fra børnebogsserien baseret på hans legebamser. Milne gav de originale bamser til bøgernes redaktør, som donerede dem til New York Public Library, hvor de i dag er udstillet.
I 1948 giftede Christopher Robin Milne sig med Lesley de Sélincourt (1925-2014). Han fik en datter ved navn Clare, der led af cerebral parese og døde 56 år gammel i 2012. I voksenlivet var Clare frontfigur for adskillige velgørende kampagner for sygdommen, herunder Clare Milne Trust.